# TVQ Kyūshū

Das ehemalige Logo von 1991–2019

TVQ Kyūshū (amtlich japanisch 株式会社TVQ九州放送 Kabushiki·gaisha·TVQ·Kyūshū·hōsō, englisch TVQ Kyushu Broadcasting Co., Ltd.) ist ein Fernsehsender in Fukuoka für den Raum der Präfektur Fukuoka. Der Sender gehört zum Network TXN und übernimmt daher einen Teil des Programms von TV Tokyo.
Das Programm ging am 1. April 1991 auf Sendung.